# リス・ムセ
リス・ムセ（Lys Mousset 、1996年2月8日 - ）は、フランス・セーヌ＝マリティーム県モンティヴィリエ出身のサッカー選手。ポジションはFW。

## 経歴

### クラブ
2006年からル・アーヴルACのユースチームで育成された。2015-16シーズンは、トップチームで28試合14ゴールの成績を収めた。
2016年6月、AFCボーンマスに移籍。移籍金は730万ユーロ。
2019年7月21日、シェフィールド・ユナイテッドFCにクラブレコードの移籍金で移籍。
2022年1月31日、USサレルニターナ1919にレンタル移籍。
2022年8月15日、VfLボーフムに完全移籍。

### 代表
U-20とU-21のフランス代表歴がある。